# UDDI
UDDI (англ. Universal Description Discovery & Integration, произносится [юди́]) — инструмент для расположения описаний веб-сервисов (WSDL) для последующего их поиска другими организациями и интеграции в свои системы.
UDDI это кроссплатформенное программное обеспечение, основанное на XML. UDDI является открытым проектом, спонсируемым OASIS, который позволяет организациям публиковать описания веб-сервисов (WSDL) для последующего их поиска другими организациями и интеграции в свои системы, а также определять, как сервисы или приложения взаимодействуют через Internet.
UDDI был первоначально предложен в качестве основного веб-сервис стандарта. Он предназначен для опроса SOAP сообщениями и для обеспечения доступа к Web Services Description Language (WSDL) документам, описывающим привязки протоколов и форматов сообщений, необходимых для взаимодействия с веб-услугами, перечисленными в его каталоге.

## История
UDDI была написана в августе 2000 года, в то время, когда авторы предполагали, что клиенты веб-сервисов будут связаны с поставщиками через государственные или частные динамические брокерские системы. В этом представлении каждый, кому нужна услуга, например, аутентификации кредитной карты, обратился бы к своему поставщику услуг и выбрал услугу поддержки нужного SOAP (или другого) сервиса интерфейса. В таком мире, публично работающий UDDI узел или брокер будет иметь решающее значение для всех. Для потребителя, государственные или открытые брокеры только выдают услуги, перечисленные для общественного использования, в то время как производители услуг, получают хорошее размещение в брокерской — опираясь на метаданные индекса категорий — что позволяет принимать решения об эффективном размещении.
UDDI был включен в WS-I стандарт в качестве центрального компонента веб-сервисов инфраструктуры, а спецификации UDDI поддерживают общедоступный Универсальный Бизнес Реестр, в котором система именования строится вокруг UDDI-управляемого брокерского обслуживания.
UDDI используется не так широко, как надеялись её создатели. В январе 2006 года IBM, Microsoft и SAP объявили о закрытии своих общедоступных UDDI узлов. В конце 2007 года после голосования были закрыты группа определения UDDI, OASIS Universal Description, Discovery and Integration (UDDI), технический комитет спецификаций. В сентябре 2010 года Microsoft объявила о прекращении поддержки UDDI в будущих версиях операционной системы Windows Server. Поддержка UDDI сохранена в Biztalk.
Чаще всего системы UDDI используются внутри компаний для динамического связывания клиентских систем для внедрений. Тем не менее, большая часть поиска метаданных, разрешенных в UDDI не используется для этой относительно простой задачи.

## Структура
Регистрация UDDI состоит из трёх компонентов:
- белые страницы — адрес, контакты и известные идентификаторы;
- жёлтые страницы — промышленные категоризации на основе стандартной таксономии;
- зеленые страницы — техническая информация об услугах, доступных в бизнесе.

### Белые страницы
Белые страницы предоставляют информацию о поставщике услуг, например, название компании, описание услуги (возможно, на нескольких языках). Используя эту информацию, можно найти службу, о которой некоторые сведения уже известны (например, размещение сервиса, найденное по имени провайдера).
Также предусмотрена возможность передачи контактной информации (адреса, номера телефона и др.).

### Жёлтые страницы
Жёлтые страницы содержат классификацию службы или бизнеса, на основе стандартных таксономий. К ним относятся Standard_Industrial_Classification (SIC), North_American_Industry_Classification_System (NAICS) или United_Nations_Standard_Products_and_Services_Code (UNSPSC) и географические таксономии.
Так как один бизнес может предоставить ряд услуг, может быть несколько жёлтых страниц (каждая из которых описывает услугу), связанных с одной белой страницей (присутствует общая информация о бизнесе).

### Зелёные страницы
Зелёные страницы используются для описания способа получения доступа к веб-службам и информации о привязанных услугах. Часть информации связана с веб-сервисами — такие как адрес услуги и параметров, а также ссылками на спецификации интерфейсов Другая информация не связана непосредственно с веб-службой — она включает в себя электронную почту, FTP, CORBA и телефонные номера для данного сервиса. Поскольку веб-службы может иметь несколько привязок (как определено в их WSDL описании), служба может иметь несколько зеленых страниц, так как каждой привязки нужно будет получить доступ различным страницам.

## UDDI узлы и реестры
Узлы UDDI — это серверы, поддерживающие спецификацию UDDI и зарегистрированные в реестре UDDI, пока он содержит одну или более записей.
SOAP представляет собой протокол на основе XML для обмена сообщениями между запрашивающей стороной и поставщиком веб-службы. Поставщик публикует WSDL, чтобы UDDI и запрашивающая сторона могли присоединиться к нему с помощью SOAP.